# فرندز (فصل ۵)
فصل پنجم سریال دوستان، کمدی موقعیت آمریکایی ساخته دیوید کرین و مارتا کافمن در تاریخ ۲۴ سپتامبر ۱۹۹۸ از شبکه ان‌بی‌سی برای نخستین بار پخش شد. سریال دوستان به دست شرکت‌های برادران وارنر و نیز برایت/کافمن/کرین پروداکشنز ساخته شد. این فصل شامل ۲۴ قسمت بوده و در تاریخ ۲۰ می ۱۹۹۹ به پایان رسید.

## بازیگران و شخصیت‌ها
1. ↑  Chitwood, Adam (2019-12-26). "Friends Seasons Ranked from Worst to Best". Collider (به انگلیسی). Retrieved 2023-05-12.